# Ё̄
Ё̄ (minúscula ё̄; cursiva: Ё̄ ё̄) es una letra del alfabeto cirílico.
Se la utiliza en los alfabetos de los idiomas even, evenki, nanai, negidal, sami kildin, selkup, mansi y ulch, donde suele representar [joː] o algún sonido similar.

## Códigos de computación
| Caracter                    | Ё                                                    | Ё                                                    | ё                                                  | ё                                                  | ̄                        | ̄                        |
| --------------------------- | ---------------------------------------------------- | ---------------------------------------------------- | -------------------------------------------------- | -------------------------------------------------- | ----------------------- | ----------------------- |
| Nombre unicode              | CYRILLIC CAPITAL LETTER IE WITH DIAERESIS AND MACRON | CYRILLIC CAPITAL LETTER IE WITH DIAERESIS AND MACRON | CYRILLIC SMALL LETTER IE WITH DIAERESIS AND MACRON | CYRILLIC SMALL LETTER IE WITH DIAERESIS AND MACRON | COMBINING MACRON ACCENT | COMBINING MACRON ACCENT |
| Codificaciones              | Decimal                                              | hex                                                  | dec                                                | hex                                                | dec                     | hex                     |
| Unicode                     | 1025                                                 | U+0401                                               | 1105                                               | U+0451                                             | 772                     | U+0304                  |
| UTF-8                       | 208 129                                              | D0 81                                                | 209 145                                            | D1 91                                              | 204 132                 | CC 84                   |
| Numeric character reference | &#1025;                                              | &#x401;                                              | &#1105;                                            | &#x451;                                            | &#772;                  | &#x304;                 |